# Cultura de Benín

Bandera de Benín

## Literatura
- Véase: Literature of Benin

La literatura beninesa tiene una fuerte tradición oral anterior a la ocupación francesa y su idioma dominante Felix Couchoro escribió la primera novela del país: L'Esclave en 1929.

## Música
Tras la independencia, el país crea una escena musical vibrante e innovadora, donde la música tradicional se combina con el highlife, el cabaret, el rock, el funk, el soul y el soukous.

## Artistas más conocidos
El cantante Angélique Kidjo y el actor Djimon Hounsou nacieron en la localidad de Cotonú. El compositor Wally Badarou y el cantante Gnonnas Pedro, son descendientes del país.

## Educación
- Véase: Education in Benin

Aunque en un principio el sistema educativo era de pago, Benín tiene un sistema educativo gratuito y se encuentra siguiendo las recomendaciones del "2007 Educational Forum". El alfabetismo se encuentra por debajo del 40%, aunque el analfabetismo tiene una incidencia especial en mujeres.

## Idiomas
- Idioma francés
- Idioma fon